# Patrick Melrose (serial telewizyjny)
Patrick Melrose – miniserial telewizyjny (dramat, czarna komedia), który jest koprodukcją amerykańskiej stacji Showtime oraz brytyjskiej stacji Sky Atlantic. Serial jest luźną adaptacją cyklu powieści o tym samym tytule autorstwa Edwarda St Aubyna. "Patrick Melrose" jest emitowany od 12 maja 2018 roku przez Showtime oraz Sky Atlantic, a w Polsce dwa dni później na HBO GO.
Serial otrzymał aż 5 nominacji do nagród Emmy, których rozdanie ma nastąpić 17 września 2018 roku.
Serial opowiada o Patricku Melrosie na różnych etapach jego życia, od traumatycznego dzieciństwa do dorosłości pełnej różnych używek. Patrick Melrose pochodzi z arystokratycznej, bogatej rodziny. Miał jednak surowego ojca tyrana i matkę przymykającą na wszystko oko, w związku z czym próbuje uporać się ze swoimi problemami psychicznymi.

## Obsada
- Benedict Cumberbatch jako Patrick Melrose[4]
- Jennifer Jason Leigh jako Eleanor Melrose[5]
- Hugo Weaving jako David Melrose[5]
- Anna Madeley jako Mary Melrose
- Allison Williams jako Marianne[6]
- Blythe Danner jako Nancy[7]
- Pip Torrens jako Nicholas Pratt
- Jessica Raine jako Julia
- Prasanna Puwanarajah jako Johnny Hall
- Holliday Grainger jako Bridget Watson Scott
- Indira Varma jako Anne Moore
- Celia Imrie jako Kettle

## Odcinki
| Nr | Tytuł         | Reżyseria     | Scenariusz     | Premiera w Showtime | Premiera w HBO GO |
| -- | ------------- | ------------- | -------------- | ------------------- | ----------------- |
| 1  | Bad News      | Edward Berger | David Nicholls | 12 maja 2018        | 14 maja 2018      |
| 2  | Never Mind    | Edward Berger | David Nicholls | 19 maja 2018        | 21 maja 2018      |
| 3  | Some Hope     | Edward Berger | David Nicholls | 26 maja 2018        | 28 maja 2018      |
| 4  | Mother's Milk | Edward Berger | David Nicholls | 2 czerwca 2018      | 4 czerwca 2018    |
| 5  | At Last       | Edward Berger | David Nicholls | 9 czerwca 2018      | 11 czerwca 2018   |

## Produkcja
Pod koniec lutego 2017 roku stacje Showtime i Sky Atlantic zamówiły miniserial, w którym tytułową rolę zagra Benedict Cumberbatch.
W lipcu 2017 roku, poinformowano, że Jennifer Jason Leigh oraz Hugo Weaving dołączyli do obsady.
W kolejnym miesiącu, ogłoszono, że Allison Williams  i Blythe Danner zagrają w serialu.